# Хрустальная улица (Санкт-Петербург)
Хруста́льная улица — улица в Невском районе Санкт-Петербурга. Проходит от улицы Профессора Качалова до улицы Бехтерева.

## Достопримечательности и общественно-значимые объекты

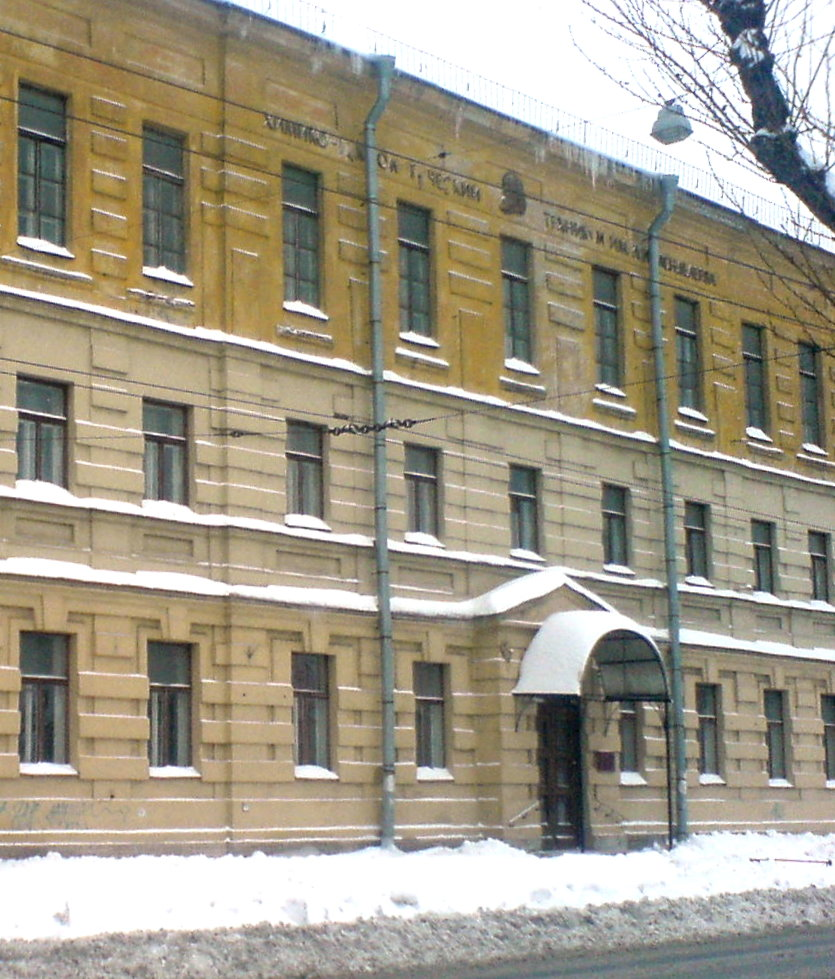
Хрустальная, 14 — СПбЭТК им. Д. И. Менделеева

- Дом № 1, литеры А, Б — здания бывшего Научно-исследовательского центра ракетных войск и артиллерии (НИЦ РВиА). Дом под литерой А был построен в 1954 году в стиле сталинского ампира, угловую часть фасада архитекторы оформили выразительной композицией с колоннадой и башенкой. Корпус Б был построен в 1941-м и отличался более скромным декором[2]. В 2011 году исследовательский центр перевели в Москву[3], в августе 2022 года участок был продан с аукциона компании «КВС»[4]. 18 ноября 2022-го градозащитники подали в КГИОП заявление с предложением включить дом в реестр объектов культурного наследия. До вынесения решения о статусе зданий-кандидатов их снос запрещён законом, однако 4 января 2023 года компания-подрядчик «Прайд» начала снос дома под литерой А[5]. Градозащитники попытались остановить работы, один из активистов был задержан полицией после того, как потребовал у рабочих разрешительные документы. После обращения градозащитников к зданию прибыли представители Следственного комитета, которые прервали демонтаж и опечатали технику, однако на тот момент более половины дома уже было разрушено[6]. Глава СК Александр Бастрыкин запросил доклад о сносе (под его контролем с 2022 года идёт дело о халатности против сотрудников КГИОП)[2][7]. 17 января 2023 года снесённое здание вошло в список вещественных доказательств дела[8]. 20 марта 2024 года в Санкт-Петербургском городском суде началось слушание по иску группы градозащитников к КГИОП, в котором оспаривается отказ комитета включить здание в реестр выявленных объектов культурного наследия[9].

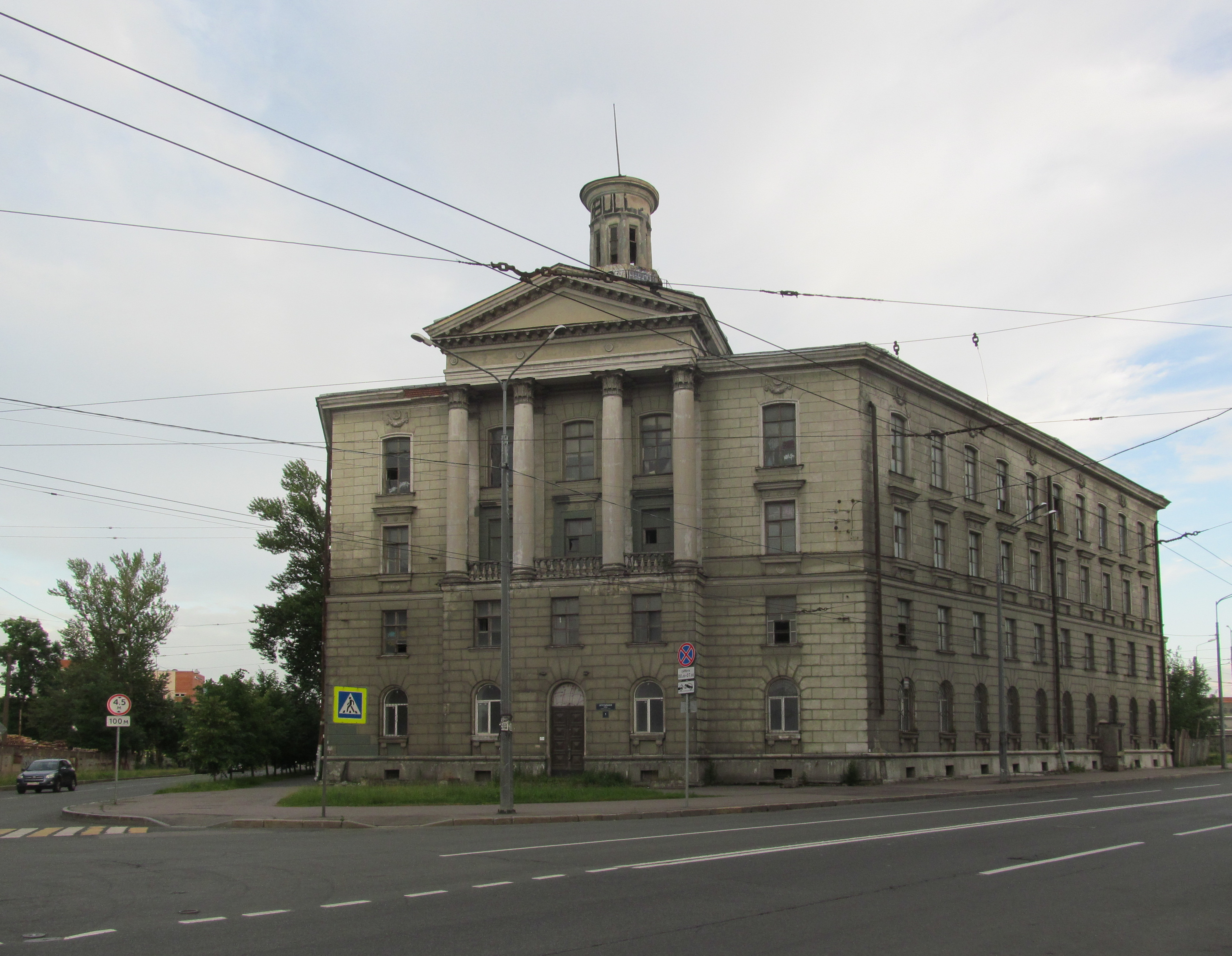
Научно-исследовательский центр ракетных войск и артиллерии. Угол улицы Профессора Качалова и Хрустальной. Лето 2022 года.

- дом № 10 — Спортивно-оздоровительный комплекс «Волна»[10];
- дом № 12 — гимназия № 330;
- дом № 14 — Корпус Университета ИТМО (учебный корпус Института международного бизнеса и права НИУ ИТМО);
- дом № 18 — Санкт-Петербургский НИИ Академии коммунального хозяйства им. К. Д. Памфилова[11];
- дом № 22, литера А — Автобусный парк № 3.

## Пересекает или примыкает к следующим улицам
- улица Профессора Качалова
- Слободская улица
- Фаянсовая улица
- Смоляная улица
- улица Бехтерева

## Транспорт
- Ближайшие станции метро: «Елизаровская», «Площадь Александра Невского-1» и «Площадь Александра Невского-2»

Автобусные маршруты: № 8, 253.
Троллейбусные маршруты: № 16 (только в направлении к улице Бехтерева).